# Trysimia propinqua
Trysimia propinqua là một loài bọ cánh cứng trong họ Cerambycidae.